# Aritz Aranburu
Aritz Aranburu Azpiazu, nascido a 30 de agosto de 1985 em Zarautz, Guipúscoa), é um surfista espanhol profissional. Campeão de Europa em 2007. Até 2007, participou na segunda divisão mundial do surf, o circuito WQS para ficar entre os 15 primeiros e ganhar o bilhete para o circuito mundial WCT e surfar entre os 45 melhores surfistas do planeta. Em 2007 completou num ano histórico, superando a barreira dos 12000 pontos e classificando-se para o WCT, sendo o primeiro espanhol e quinto europeu em conseguir na história.

## Biografia
Nasceu a 30 de agosto de 1985.
Com 7 anos começou a apanhar suas primeiras ondas. Suas influências foram Kelly Slater, Andy Irons e Tom Curren. Ainda que também gostava Shane Powell e Kalani Robb.
Em 2007, ano em que acabou 5º no ranking do circuito WQS, começou da melhor maneira, ganhando um campeonato de 5 PRIME, que pontuava como um 6, assim colocando-se como número 1 durante várias semanas, até ao Drug Aware Pro em Margaret River, Austrália. Não obstante, 2007 foi um ano com uma quantidade sem precedentes de eventos de 5 e 6 PRIME e normais, pelo que um forte resultado não bastava para te fazer superar os adversários, que acabou superando pela primeira vez os 10000 pontos. Aritz teve um baixa em resultados, executando o Vendee Pro, no que chegou à final, ganhando 1069 pontos, até ao campeonato US Open em Huntington Beach, um 6 no que chegou a quartos de final, obtendo assim 1625 pontos. Com a motivação que conseguiu por conseguir esse resultado foi ao Sooruz Lacanau Pro 6, e atingiu a final contra Jordy Smith, conseguindo 2188 importantíssimos pontos com o que voltou a saltar para o topo no ranking, de volta ao top 10. Ganhou o Zarauz Pro em sua praia local, que era um 3 e não influiu em seu ranking, mas sim em sua motivação. Sua situação no ranking ajudou-lhe a ser eleito para receber dois convites, wildcards, com os quais se faz competir em dois WCTs da manga europeia, o Quiksilver Pro France, e o Billabong Pro Mundaka, na Espanha, sua terra natal. Depois de dois resultados intrascendentes nas ilhas Canárias —Espanha—, que fizeram que a classificação parecesse difícil outra vez, chegou a 1/4 de final no Onbongo Pro Surfing 6, no Brasil, praticamente assegurando-se a classificação, mas, por se fosse pouco, no penúltimo evento do ano, o 6 PRIME de Haleiwa, Hawaii, celebrado em condições extremas a mais de 4 metros com muito vento e fortes correntes, chegou a semifinais, adjudicando-se um merecido 5º posto e sendo recompensado com 1950 pontos, que lhe puseram 5º no ranking e lhe classificaram matematicamente.
Em dezembro de 2007, a Associação da imprensa desportiva de Guipúscoa concedeu o prémio de "Melhor Desportista do ano" ao surfista de Zarauz. Num mês mais tarde, em janeiro de 2008, recebeu o prémio Euskadi Irratia ao melhor desportista basco de 2007.
2008 foi um ano duro para ele, apesar de estar no WCT, já que se lesionou o tornozelo e o joelho na primeira prova, pelo que se perdeu as provas de Snapper Rocks, em Austrália, Bells Beach, também em Austrália, e a de Jeffrey's bay, em África do Sul e a de "Somewhere", em Indonésia, perdendo estas duas últimas por uma recaída. O resto do ano surfou bastante bem para ser um rookie (novato), chegando à terceira rodada em Fiji, Mundaca, e Brasil. Pipeline tem sido sua melhor prova, na que passava 3 mangas, superando a Kalani Chapman, Pancho Sullivan e Bobby Martinez em seu caminho até a 4ª ronda, na que tem caído por pouco contra o fenómeno local Jamie O'Brien, numa manga com poucas ondas, mas na que tem obtido um importantíssimo nono posto, que têm convencido à ASP para lhe dar o injury wildcard, com o que poderá competir no WCT do 2009.
Devido às provas que tem perdido por sua lesão tem tido que realizar algumas provas do WQS para não perder ritmo de competição nem seeding, e tem conseguido muito bons resultados no antigo Super Séries, em Hossegor, que é agora um 6 PRIME, e no Zarauz Pro, desta vez 5, onde tem chegado até semifinais. Seu papel no 6 de Ericeira foi muito bom também.
Em abril de 2008, recebeu por parte do Governo regional basco o Prémio Euskadi ao melhor desportista de 2007.
Na temporada 2009/2010 tem chegado a 1/8 de final num WQS 6 PRIME, e, relativo ao WCT caiu na ronda 1 nas 2 primeiras provas, Snapper Rocks, e Bells Beach, mas na 3ª prova, Teahupoo, tem chegado a semifinais, batendo pelo caminho ao 11 vezes campeão do mundo Kelly Slater, entre outros.

### Temporada 2010/2011
- 17 de outubro de 2010: 1º Super Surf International de Rio  de Janeiro  Brasil[2]
- 24 de maio de 2010: 1º Maresia Surf Internacional, prova seis estrelas do circuito WQS, Santa Catarina  Brasil.[3]